# Boris al III-lea al Bulgariei
Boris al III-lea Unificatorul, Țarul Bulgariei (n. 30 ianuarie 1894 Sofia, Principatul Bulgariei, Imperiul Otoman – d. 28 august 1943, Sofia, Bulgaria), născut Boris Klemens Robert Maria Pius Ludwig Stanislaus Xaver, fiul lui Ferdinand I, a urcat pe tron în 1918 după abdicarea tatălui său în urma înfrângerii Regatului Bulgariei în Primul Război Mondial. Aceasta a reprezentat a doua înfrângere majoră a țării în doar cinci ani, după dezastrul din Al Doilea Război Balcanic (1913). Prin Tratatul de la Neuilly, Bulgaria a trebuit să cedeze noi teritorii și să plătească vecinilor însemnate despăgubiri de război, ceea ce a amenințat stabilitatea politică și economică. Două forțe politice, Uniunea Agrariană Bulgară și Partidul Comunist Bulgar, cereau răsturnarea monarhiei și schimbarea guvernului.